# Bandeira do Peru
A bandeira do Peru (nome oficial: Bandera Nacional del Perú) é um símbolo pátrio da República do Peru que consiste de uma base vertical de três listras verticais de igual tamanho, sendo as bandas extremas de cor vermelha e a central de cor branco. O Estado peruano usa variantes desta, conhecidas como Pavilhão Nacional e Bandeira de Guerra. 
A bandeira tem os seguintes significados; o Vermelho representa o estandarte dos Incas e a bandeira do reino de Castela. Já o Branco representa a paz, pureza de sentimentos e justiça.
Em 7 de junho se celebra o Dia da Bandeira, em comemoração ao aniversário da Batalha de Arica.

## Descrição
A bandeira do Peru tem formato retangular. É composto por três faixas de igual largura dispostas verticalmente: uma branca no centro e duas vermelhas nas extremidades. Tem uma proporção de dois para a largura e três para o comprimento (2:3).
As instituições oficiais utilizam uma versão com o brasão nacional no centro da faixa branca com o seu carimbo abraçado por dois ramos, um de palmeira à direita e outro de louros frutados à esquerda, entrelaçados na parte inferior.

## Bandeiras históricas

1821–1822
1822
1822–1825
1825–1836
1836–1839 (Confederação Peru-Boliviana)
1836–1839 (Estado Sul-Peruano)
1839–1950
1950–atual